# Wander, a galaktikus vándor
A Wander, a galaktikus vándor (eredeti cím: Wander Over Yonder) 2013-tól 2016-ig futott amerikai televíziós 2D-s számítógépes animációs vígjátéksorozat, amelyet Craig McCracken alkotott.
Amerikában 2013. augusztus 16-án volt a premierje a Disney Channelen, majd 2014-ben átkerült a Disney XD-re. Az utolsó epizódja 2016. június 27-én került adásba. Magyarországon is a Disney Channel mutatta be 2014. március 29-én.

## Cselekmény
A Wander, egy nomád, aki túlzottan optimista. Legjobb barátja Sylvia. Bolygóról bolygóra utaznak és segítenek az embereknek.

## Szereplők
| Szereplő             | Eredeti hang   | Magyar hang                 |
| -------------------- | -------------- | --------------------------- |
| Wander               | Jack McBrayer  | Járai Máté                  |
| Sylvia               | April Winchell | Sági Tímea                  |
| Undi Nagy úr         | Keith Ferguson | Schneider Zoltán            |
| Undi Nagy úr katonái | Tom Kenny      | Seszták Szabolcs Szabó Máté |

## Epizódok
| Évad | Évad        | Epizódok | Eredeti sugárzás    | Eredeti sugárzás   | Magyar sugárzás   | Magyar sugárzás |
| Évad | Évad        | Epizódok | Évadpremier         | Évadfinálé         | Évadpremier       | Évadfinálé      |
| ---- | ----------- | -------- | ------------------- | ------------------ | ----------------- | --------------- |
|      | 1           | 39       | 2013. augusztus 16. | 2014. december 4.  | 2014. március 29. | TBA             |
|      | 2           | 40       | 2015. augusztus 3.  | 2016. június 27.   | TBA               | TBA             |
|      | Rövidfilmek | 11       | 2015. július 20.    | 2015. augusztus 3. | TBA               | TBA             |